# Ștefan Gheorghe Mărgineanu
Ștefan Gheorghe Mărgineanu (n. 20 aprilie 1952) este un senator român în legislatura 2000-2004 ales în județul Bihor pe listele partidului PRM. Ștefan Gheorghe Mărgineanu a fost membru în grupurile parlamentare de prietenie cu Ungaria, Macedonia și Republica Costa Rica. Ștefan Gheorghe Mărgineanu a fost membru în comisia pentru apărare, ordine publică și siguranță națională (din feb. 2002) și în comisia pentru drepturile omului, culte și minorități. Ștefan Gheorghe Mărgineanu a înregistrat 3 luări de cuvânt în 3 ședințe parlamentare și a inițiat 2 propuneri legislative din care 1 a fost promulgată lege.  